# Zinaida Nikołajewna Aleksandrowa
Zinaida Nikołajewna Aleksandrowa (ros. Зинаида Николаевна Александрова, ur. 3 grudnia 1907 w Sankt Petersburgu, zm. 1 stycznia 1983 w Moskwie) – rosyjska pisarka, tłumaczka i autorka książek dla dzieci i młodzieży.  

## Biografia
Zinaida Nikołajewna Aleksandrowa urodziła się w 1907 r. w Sankt Petersburgu. Była jedynym dzieckiem nauczyciela fizyki Nikołaja Aleksandrowicza i ratowniczki medycznej Jekatieriny Iljiniczny. W 1918 r. rozpoczęła naukę w klasie przygotowawczej Mariinskaja Gimnazija. Po wybuchu rewolucji rodzina przeniosła się na wieś, gdzie kontynuowała naukę w wiejskiej szkole. W 1919 r. ojciec zmarł na gruźlicę, a w 1920 r. straciła matkę. Zinaida została wysłana do sierocińca, gdzie ukończyła siedem klas szkoły i rozpoczęła pracę w przędzalni S. Chałturina. W czasie pobytu w sierocińcu zaczęła pisać wiersze. Niektóre zostały opublikowane w czasopiśmie „Rabotnica i kriestjanka” w 1926 r.
W 1928 r. ukazały się dwa pierwsze tomiki poezji: Polewoj Oktiabr i Fabricznyje piesni. W tym czasie Zinaida uczyła się w Leningradskom tiechnikumie pieczati. Po ukończeniu edukacji przeprowadziła się z Leningradu do Riazania, gdzie pracowała w gazecie „Put´ mołodieży”. Później w Moskwie została szefową rady redakcyjnej działu literatury dziecięcej w wydawnictwie Mołodaja gwardijai i współpracowała z pismami „Drużnyje riebiata”, „Kriestjanskoj gazietie” i „Iskorka”.
Na przełomie 1930-1931 zajęła się zawodowo tworzeniem książek dla dzieci. W kolejnych latach ukazały się m.in. książki: Kołchoznaja wiesna (1932), Majka (1933), Zima (1933), Naszy jasli (1934), Miszkiny sosiedi (1936), Gibiel Czapajewa (1937), Czarita (1938), Choroszo żywiotsia (1939), Moj Miszka (1940), U nas w sadu (1941).
Po II wojnie światowej Zinaida pracowała w Komisji Literatury Dziecięcej Związku Pisarzy ZSRR i była członkiem rady redakcyjnej czasopisma „Murziłka”. W latach 50.-70. wydała kolejne książki: Sarafanczik (1854), Stancyja Wiesna (1963), Pro diewoczku Da i malczika Niet (1965), Topotuszki (1971) i Smiesznyje czełowieczki (1975). W sumie opublikowała około 70 utworów. Aleksandrowa zajmowała się również popularyzacją literatury dziecięcej narodów ZSRR, m.in. poprzez tłumaczenia. Za swoją działalność otrzymała: Medal „Za ofiarną pracę w Wielkiej Wojnie Ojczyźnianej 1941–1945”, Medal jubileuszowy „W upamiętnieniu 100-lecia urodzin Władimira Iljicza Lenina”, Medal „Weteran pracy”. Zmarła w 1983 r. w Moskwie. 